# イエメン海軍艦艇一覧
イエメン海軍艦艇一覧は、イエメン共和国海軍が過去保有した、または現在保有する、または将来保有する予定の、未完成・計画中止を含めた歴代艦艇一覧である。
凡例

## 現有勢力（2011年現在）
- 国防予算：15億5,000万ドル（+6億4,200万ドル）
- 海軍人員：1,700名
- 艦船隻数：19隻（-5隻）

コルベット×1
ミサイル艇×3
哨戒艇×10
中型揚陸艦×1
揚陸艇×3
掃海艇×1（-5）
- コーストガード：船艇0隻[2]